# Shibecha
Shibecha (jap. 標茶町 Shibecha-chō) – miasto w Japonii, w prefekturze Hokkaido, w podprefekturze Kushiro. Według danych na rok 2020 miejscowość zamieszkiwało 7 230 mieszkańców , a gęstość zaludnienia wyniosła 6,7 os./km².